# غردالود
غردالود (بالفارسية: گردالود) هي قرية تقع في قسم فريمان الريفي في إيران. يقدر عدد سكانها بـ 42 نسمة .